# Carl Schirren (Mediziner, 1922)
Carl Gerhard Theodor Schirren (* 24. Juni 1922 in Kiel; † 25. April 2017 in Hamburg) war ein deutscher Dermatologe und Androloge.

## Leben
Carl Schirren stammte aus einer Familie von Dermatologen: Bereits der Großvater Carl Schirren und der Vater waren Dermatologen. Nach Abschluss der Grundschule besuchte Carl Schirren die Kieler Gelehrtenschule von 1932 bis 1940. Als Oberprimaner wurde er 1940 im Alter von 18 Jahren zum Kriegsdienst eingezogen. Dabei wurde er mehrfach verwundet.
Während des Krieges studierte Schirren ein Semester Medizin an der Universität Kiel. Nach Kriegsende nahm er das Studium in Kiel wieder auf und legte 1951 das Staatsexamen ab. Im Mai 1951 wurde er mit seiner Dissertation zum Thema Die Eröffnung des Cervicalkanals bereits am Ende der Schwangerschaft promoviert. Dazu war er zeitweilig an der Frauenklinik des St. Franziskus-Hospitals in Flensburg bei Felix von Mikulicz-Radecki tätig.
Seine weitere Ausbildung absolvierte Carl Schirren an der II. Medizinischen Klinik und an der Hautklinik des Universitätsklinikums Eppendorf. 1957 erhielt er die Anerkennung als Facharzt für Haut- und Geschlechtskrankheiten.
Im Frühjahr 1958 war Carl Schirren zu einem mehrwöchigen Studienaufenthalt in Großbritannien. Dort lernte er Untersuchungsmethoden bei Infertilität des Mannes kennen und erlernte operative Verfahren, die er nach seiner Rückkehr am Universitätsklinikum Eppendorf einführte.
1960 habilitierte sich Carl Schirren an der Medizinischen Fakultät der Universität Hamburg im Fach Haut- und Geschlechtskrankheiten mit der Habilitationsschrift Experimentelle und klinische Untersuchungen zur Diagnostik der Fertilitätsstörungen des Mannes und ihrer Therapie mit Hormonen. Nach der Ernennung zum Privatdozenten wurde die Lehrberechtigung auf Dermatologie, Venerologie und Andrologie erweitert.
Am 12. September 1966 wurde Carl Schirren durch die Universität Hamburg zunächst zum außerplanmäßigen Professor ernannt und 1971 zum Professor berufen. Hier gründete Carl Schirren 1983 das Zentrum für Reproduktionsmedizin, dessen erster Direktor er bis zu seiner Emeritierung 1987 war. Dabei strebte er eine räumliche Zusammenlegung der Abteilungen für Frauenheilkunde und des Zentrums für Reproduktionsmedizin unter dem Dach der Universitätsfrauenklinik an, die jedoch nicht gelang.
Im Laufe seiner Karriere widmete sich Carl Schirren immer mehr seinem eigentlichen Spezialgebiet, der Andrologie. Er schuf eine andrologische Ambulanz am Klinikum, aus der die von ihm geleitete Abteilung für Andrologie der Universitätshautklinik hervorging und baute eine andrologische Arbeitsgruppe innerhalb der Dermatologie auf, die später die Sektion „Andrologie“ der Deutschen Gesellschaft zum Studium der Fertilität und Sterilität e. V. (1967 auf Schirrens Anregung gegründet) bildete. 1975 gründete Schirren die Deutsche Gesellschaft für Andrologie und wurde ihr erster Präsident.
Er begründete 1969 die Zeitschrift andrologia, deren Alleinherausgeber Carl Schirren bis 1973 war. 1974 wurde die Zeitschrift zum Organ des Internationalen Komitees für Andrologie, die er bis 1990 als Leiter des Herausgeberkollegiums betreute. Schirren starb Ende April 2017 im Alter von 94 Jahren.

## Mitgliedschaften
- 1967: Korrespondierendes Mitglied der Arzneimittelkommission der deutschen Ärzteschaft
- 1972–1978: Ordentliches Mitglied der Arzneimittelkommission der deutschen Ärzteschaft
- 1970–1975: Präsident der Deutschen Gesellschaft zum Studium der Fertilität und Sterilität
- Ehrenpräsident der Deutschen Gesellschaft für Andrologie

## Auszeichnungen
- 1961: Dr.-Martini-Preis der Hamburger Dr. Martini-Stiftung
- 1973: Bundesverdienstkreuz am Bande
- 1997: Friedrich-Schiller-Medaille der Universität Jena
- 2006: Paracelsus-Medaille der deutschen Ärzteschaft

## Namensgeber
- 1978: Stiftung einer „Carl-Schirren-Lecture for Andrology“ des Panamerikanischen Kongresses für Andrologie

## Veröffentlichungen (Auswahl)
Autor
- Praktische Andrologie. Diagnostik, klinische Untersuchung, Morphologie der Spermatozoen, Biochemie des Spermaplasmas, Hodenhistologie, Therapie. Diesbach, Berlin 1995, ISBN 3-89303-033-6
- 100 Jahre Dermatologie in einer Familie. Vier Generationen Schirren. Schmidt und Klaunig, Kiel 1996 ISBN 3-88312-144-4

Herausgeber
- Max Klinger, Carl Schirren. Briefwechsel 1910–1920. Kramer, Hamburg 1988 ISBN 3-926952-03-2
- Unerfüllter Kinderwunsch. Leitfaden Reproduktionsmedizin für die Praxis. 3. Aufl., Deutscher Ärzte-Verlag, Köln 2003 ISBN 3-7691-0410-2